# L'Observateur (RDC)
Pour les articles homonymes, voir L'Observateur.
L’Observateur est un quotidien congolais en langue française publié à Kinshasa.